# حامد الوهیبی
حامد الوهیبی (انگلیسی: Hamed Al-Wahaibi؛ زادهٔ ۲۰ ژانویهٔ ۱۹۶۸) راننده مسابقه‌ای اهل عمان است. او اولین راننده عمانی در مسابقات رالی قهرمانی جهان بوده است.